# Демократура
Демократура, Демокрадура (ісп. democradura), Диктократія (нім. Diktokratie), Диктабланда (ісп. dictablanda) —  політичні режими, в яких поєднуються риси  демократії й диктатури і забезпечується можливість безкарного ігнорування або порушення інтересів більшості або значної частини громадян.

## Історія виникнення термінів
«Диктабланда» — гра слів: іспанською слово «диктатура» закінчується на dura, тобто «жорстка», тоді як blanda означає «м'яка». Уперше так було названо недовговічний (1930—1931) режим генерала Дамасо Беренгера в Іспанії, але надалі іспанські політологи й іспаністи інших країн охоче користувалися цим терміном і для опису режиму Франсиско Франко, особливо на пізній стадії його розвитку.
Слово «демокрадура» було вперше, очевидно, запропоновано уругвайським письменником Едуардо Галеано і утворено шляхом  контамінації слів «демократія» (ісп. democracia) і «диктатура» (ісп. dictadura). Згодом це слово підхопили американські політологи Гільєрмо О'Доннелл і Філіп Шміттер, котрі переосмислили його внутрішню форму і додали йому складнішого змісту, — початок цьому було покладено в спільній роботі О'Доннелла і Шміттера «Стадії виходу з авторитарного правління: Обережні висновки про сумнівні демократії» (англ. Transitions from authoritarian rule: tentative conclusions about uncertain democracies; Балтимор, 1986).
Термін «демократура» був введений швейцарським політологом-африканістом Максом Лініжером-Гума в книзі «демократура: замаскована диктатура, підмінена демократія» (фр. «La démocrature, dictature camouflée, démocratie truquée »; Париж, 1992) — очевидно, незалежно від запропонованого Едуардо Галеано терміна «демокрадура». Водночас в Росії вже в 1994 році відзначалося часте використання в журналістиці та публіцистиці слова «демократура», яке заново винаходилось різними авторами.

## Відмінності понять

### Демокрадура і диктабланда
Для Шміттера й О'Доннелла демократичний устрій є кінцевою фазою суспільного розвитку, а авторитарний — початкової; будь-які проміжні й невиразні форми вони розглядають як перехідні. При цьому між диктатурою і демократією виділяються дві проміжні стадії: диктабланда і демокрадура. Виходячи з морфології слів вони пов'язували термін «диктабланда» із загальним значенням «помірна диктатура», а термін «демокрадура» трактували як «жорстка демократія».
Розкриваючи значення термінів, Шміттер пише:

У тих випадках, коли перехідний період ініціюється і нав'язується зверху, колишні правителі намагаються захистити свої інтереси шляхом «щеплення» авторитарних прийомів режиму, що виникає. У тих випадках, коли вони проводять лібералізацію без демократизації (тобто коли вони поступаються деякими індивідуальними правами без згоди на підзвітність громадянам), гібридний режим, що виник отримав назву диктабланда (dictablanda). У тих же випадках, коли вони проводять демократизацію без лібералізації (тобто коли вибори проводяться, але за умов гарантованої перемоги правлячої партії, виключення певних суспільно-політичних груп з участі в них, або при позбавленні обраних громадян можливості справжнього управління), був запропонований неологізм демокрадура(democradura).

У російській політичній науці зустрічається вживання в цьому ж сенсі термінів «диктократія» (лібералізація без демократизації) і «демократура» (демократизація без лібералізації), з прикладами з африканської (зокрема, Кенія і Кот-д'Івуар ) і центральноамериканської (Сальвадор і Гватемала 1980—1990 рр.) політики відповідно.

### Демократура
У країнах пострадянського простору послідовно користувався для опису поточної політичної ситуації словом «демократура» політолог Георгій Сатаров: стаття з такою назвою, яка описувала сформований в Росії «глухий кут авторитарної модернізації», була опублікована ним у «Новой газете» 25 жовтня 2004 р., в тому ж році під цією назвою було видано збірник статей Сатарова. На думку Федора Бурлацького, «демократура не є виключно російським явищем. Вона виникала і згасала в багатьох країнах, які здійснювали радикальні реформи, — в Аргентині й Бразилії, в Південній Кореї і на Тайвані»; водночас, вважає Бурлацкий, «демократура як би визріває в самій душі росіянина в міру набуття ним влади саме тому, що сам він внутрішньо не вільний».
На Заході до реалій сучасної Росії цей термін був застосований вже канадським політологом Мішелем Рошем, який опублікував статтю «Демократура Володимира Путіна» (фр. «La démocrature de Vladimir Poutine») в монреальській газеті «La Presse» (12 березня 2004). Більший міжнародний резонанс мала стаття шотландського журналіста Ніла Ашерсона в журналі «London Review of Books» (6 січня 2005), в якій обговорювалися варіанти демократури в країнах пострадянського простору та перспективи переходу від демократури до демократії на Україні; Ашерсон користується написанням англ. demokratura, яке вказує на запозичений, неанглійський характер слова. Нарешті, в 2006 році книгу під назвою «Демократура Путіна» (нім. «Putins Demokratur») випустив німецький журналіст Борис Райтшустер.
Ніл Ашерсон пише:

У більшості з цих країн є демократичні меблі: конституції, парламенти, формально існуюча незалежна судова влада, регулярні вибори, гарантії вільного волевиявлення і зборів. Але на практиці всі ці інститути піддаються маніпуляціям в ім'я збереження привілеїв посткомуністичної еліти. У деяких демократурах, типу азійських, маніпуляції — всеосяжні і безсоромні. В інших, на зразок України або Росії, фальсифікація виборів і використання державного насильства проти політичних викликів зазвичай протікають з якимсь прикриттям. Головне — зберегти свою зграю при владі і при цьому переконати народ і зовнішній світ в тому, що політичний процес, нехай в грубій формі, але відображає сподівання населення.